# 석예빈
석예빈(1997년 5월 7일 서울특별시 출생)은 대한민국의 무용가이다.

## 학력
- 은광여자고등학교 (입학, 2013~ )
- 대치중학교(졸업)
- 서울교육대학교 부설초등학교(졸업)

## 수상 및 경력사항
- 2018 평양공연봄이 온다 오프닝 출현
- 2013 VJ특공대 샛별편 출연
- 2012 아랍에미르트 두바이 한국무용 문화 수출
- 2011 도쿠시마 아와오도리 초청공연
- 2010	제30회 온나라 궁중무용경연대회 문화부장관상
- 2010 Digital Single 1집(상하이 엑스포 성공기원 곡)
- 2010 난 춤을 춰요 2집
- 2004	국립국악원 예악당 최승희를 꿈꾸며 '春夢' 개인 발표
- 2004	고 이수현 3주년 추모 ' 관음보살춤'
- 2003	문화관광부 주최 푸른음악회 공연
- 2003 EBS GOGO GIGELLS 고정출연
- 2003	전국무용대회 입상
- 2001	기본무, 장고춤 발표